# Демков Микола Федорович
Мико́ла Фе́дорович Де́мков (1894—1941) — російський архітектор-конструктивіст.

## Життєпис
Його предки походять із Закарпаття. Народився 1894 року в Києві. 1905 року родина переїхала в Санкт-Петербург. Закінчив реальне училище, по тому — Інститут цивільних інженерів. До кінця навчання увійшов в групу архітекторів, створену Олександром Нікольським — стала філією московського об'єднання конструктивістів.
Є автором проектів бань, будинків культури, шкільних будов. За його проектом збудовані «Ліговські бані» (Ліговський проспект) та «Станційні бані» (вулиця Шелгунова), фабрично-заводська школа в Невському районі, фабрично-заводську школу-десятирічку в Тамбові. По його проекту 1936 року зведено спортзал Лісотехнічної академії.
Помер в грудні 1941 року від голоду в Ленінграді.
Його син — фізик-теоретик Юрій Демков (1926—2010).